# Craterosiphon beniensis
Craterosiphon beniensis är en tibastväxtart som beskrevs av Domke. Craterosiphon beniensis ingår i släktet Craterosiphon och familjen tibastväxter. Inga underarter finns listade i Catalogue of Life.